# 臺灣府埔里社撫民通判
台灣府埔里社撫民通判。該官職隸屬於福建台灣省，為台灣清治時期建省後的地方官員，台灣理番同知官職專司負責台灣中台灣山地地區治安與原住民事務。